# Henri Romagnesi
Henri Charles Louis Romagnesi (n. 7 februarie 1912, Paris – d. 18 ianuarie 1999, Draveil) a fost un profesor de gramatică și studii clasice precum și un renumit micolog francez cu rădăcini italiene. El a fost secretar general și președinte al Société mycologique de France (Societății Micologice a Franței) care distribuie anual, din 1999, „Premiul Romagnesi” în onoarea lui. Abrevierea numelui său în cărțile științifice este Romagnesi.

## Biografie

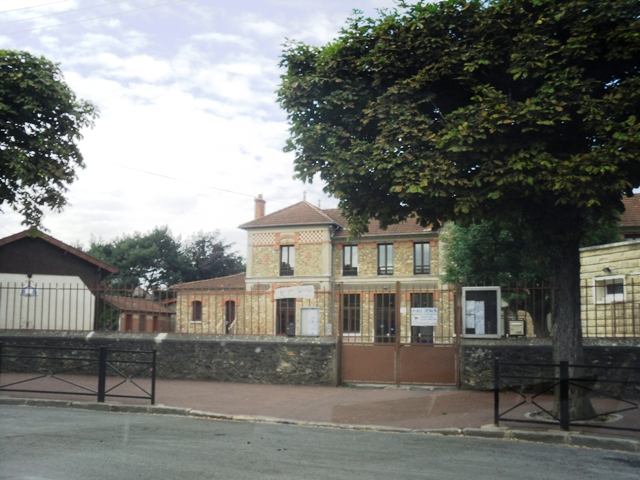
La Draveil

Romagnesi, un descendent unei vechi familii italiene (strămoșul lui a fost un naturalist la curtea cunoscutului [[cardinal] Jules Mazarin, născut Giulio Raimondo Mazzarino) a studiat la Universitatea din Paris și a predat apoi pentru mulți ani ca profesor gramatica și limbi vechi la liceul Marcelin-Berthelot din Saint-Maur-des-Fossés, dar pasiunea lui a fost micologia. Astfel, deja la vârsta de 11 ani a descoperit în timpul unei plimbări la Yerres], domiciliul familia, u burete pe care l-a numit bizarre . Dornic să-l determine, a cercetat intensiv identificându-l corect ca un Paxillus involutus. În urmare a convins părinții să-i cumpere cărți de ciuperci contemporane franceze, ca de exemplu cele ale micologilor Léon Marie Dufour (1861-1942) sau Julien Noël Constantin (1857-1936).
Posibilitatea de a începe două cariere în paralel, una deosebită în științe literare, iar alta, astăzi mult mai cunoscută, în micologie, a fost desigur cauzată acestei epoci.
Deși plin ocupat ca profesor de liceu în Sens și în Saint-Maur-des-Fossés, el nu a ratat să investească tot mai mult timp pentru Société mycologique de France (SMF). Astfel a publicat din 1931 anual în „Buletinul SMF”, unde a fost ales în consiliu în martie 1937 (apoi membru pe viață în 1945, secretar general și președinte 1967-1970), iar în 1948 a devenit atașat și profesor la Muzeul de Istorie Naturală la propunerea lui Roger Heim, directorul acestei instituții. Mai departe a scris pentru „Jurnalul Micologic” și alte reviste străine articole de renume.  
Henri Romagnesi s-a interesat pentru aproape toate ciupercile superioare, cu lucrări foarte profunde suplimentare cu privire la unele familii, conținând genul Russula, despre care a scris o carte de renume mondial din 1963, Les Russules d'Europe et d'Afrique du Nord. Essai durla valeur tainomique et spécifique des caractères morphologiques et microchimiques des spores et des revêtements, cu peste 1000 de pagini și 1130 figuri. Cu această operă a revoluționat sistematica Russula și a creat un sistem care este până în prezent baza tuturor sistemelor moderne de clasificare ale acestui gen. Multe specii au fost descrise în această lucrare pentru prima dată valabil. O variantă a metodei de colorație Ziehl-Neelsen a fost folosită de Romagnesi pentru a diferenția depunerile acido-alcoolo-rezistente din cuticula hifelor ale anumitor specii de ciuperci din genul Russula. Monografiile sale cuprinzătoare despre ciupercile Rhodophyllus (Entoloma), ca de exemplu Les Fondements de la Taxonomie des Rhodophylles et Leur Classification (1978) sau Les rhodophylles du Gabon et de la Côte d'Ivoire cu 649 de pagini și multe ilustrații (1979) sunt de autoritate egală, de asemenea, cărțile și articolele sale despre genurile de ciuperci Amanita, Armillaria, Coprinus, Hebeloma, Inocybe, Lactarius sau Psathyrella. O altă lucrare importantă a fost Flore Analytique des Champignons Supérieurs, pe care a editat-o împreună cu prietenul lui Robert Kühner în 1953. Pentru o lungă perioadă de timp această carte a fost cea mai importantă sursă bibliografică micologică în limba franceză.
În timp de aproape 70 de ani, munca lui Henri Romagnesi a fost originală, făcută prin descrieri personale și schițe cu detalii microscopice, și nu prin compilare, cum este adesea cazul în prezent. Dar deși a stăpânit limba latină perfect, a refuzat să publice, ca obișnuit în acest domeniu, identificația inițială în ea. Astfel mulți alți mitologi au folosit lucrarea sa extraordinară, transcriind-o în latină și adăugând taxoni noi, creați de ei. De acea faptul, că multe denumiri ale marelui micolog se găsesc astăzi numai sub domeniul sinonime, nu este surprinzător. Totuși Romagnesi nu a vrut să scrie în limba latină până la sfârșitul vieții lui.
Scurt timp după ce s-a mutat la un cămin pentru infirmi din Draveil a murit acolo.

## Onoruri

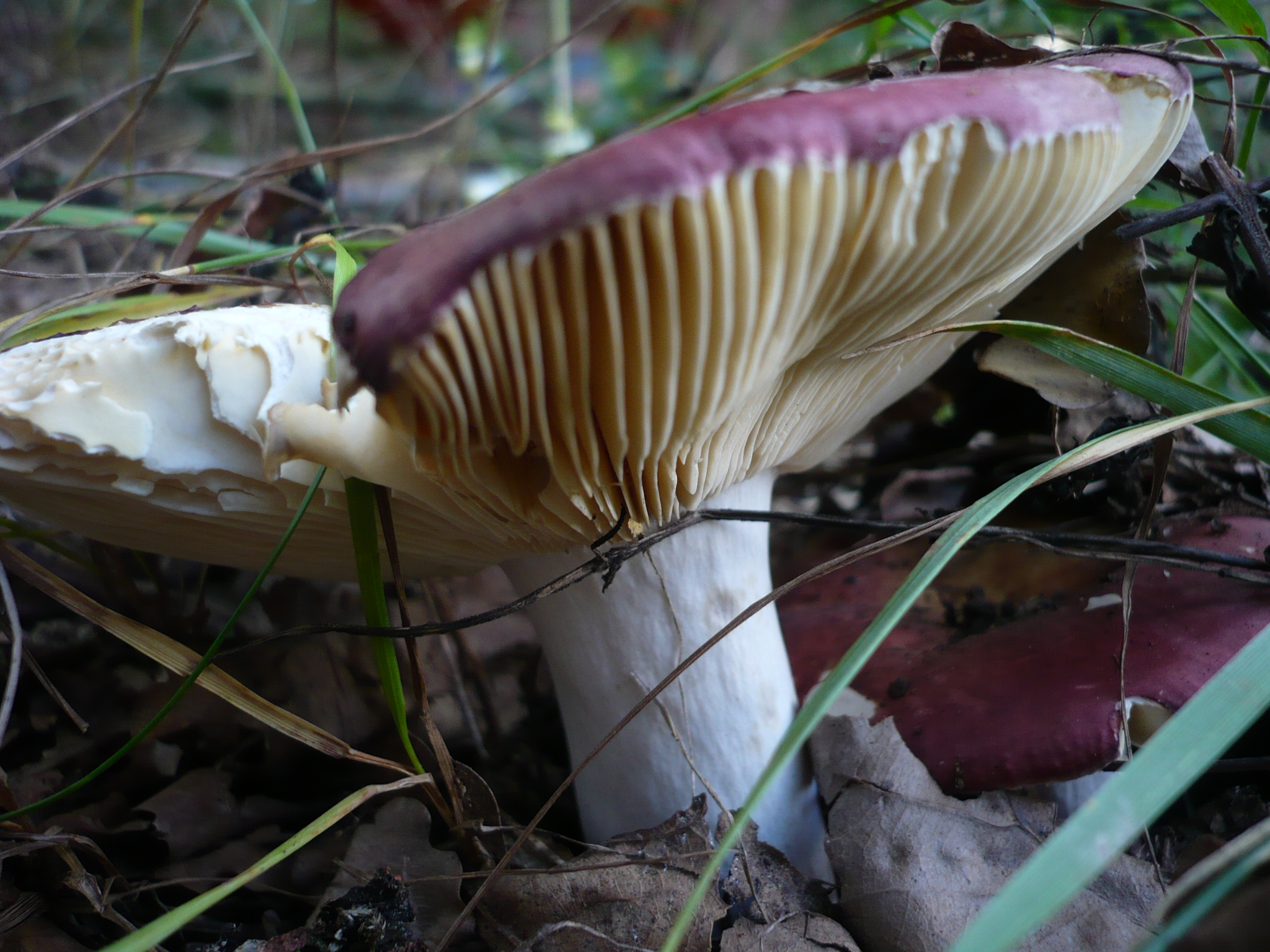
Russula decipiens

- Președinte de onoare al Asociației La Sylve Coyet-la Foret (1993)[5]
- Atașat al Muséum d'Histoire Naturelle de Paris (1948)[6]
- Membru corespondent al Académie des sciences, belles-lettres et arts de Lyon[6]
- Membru (martie 1937), membru pe viață (1945), secretar general și președinte (martie1967-1970) al Société mycologique de France[5][4]
- „Premiul Romagnesi” (1999)

## Genuri și specii denumite de Romagnesi (mică selecție)

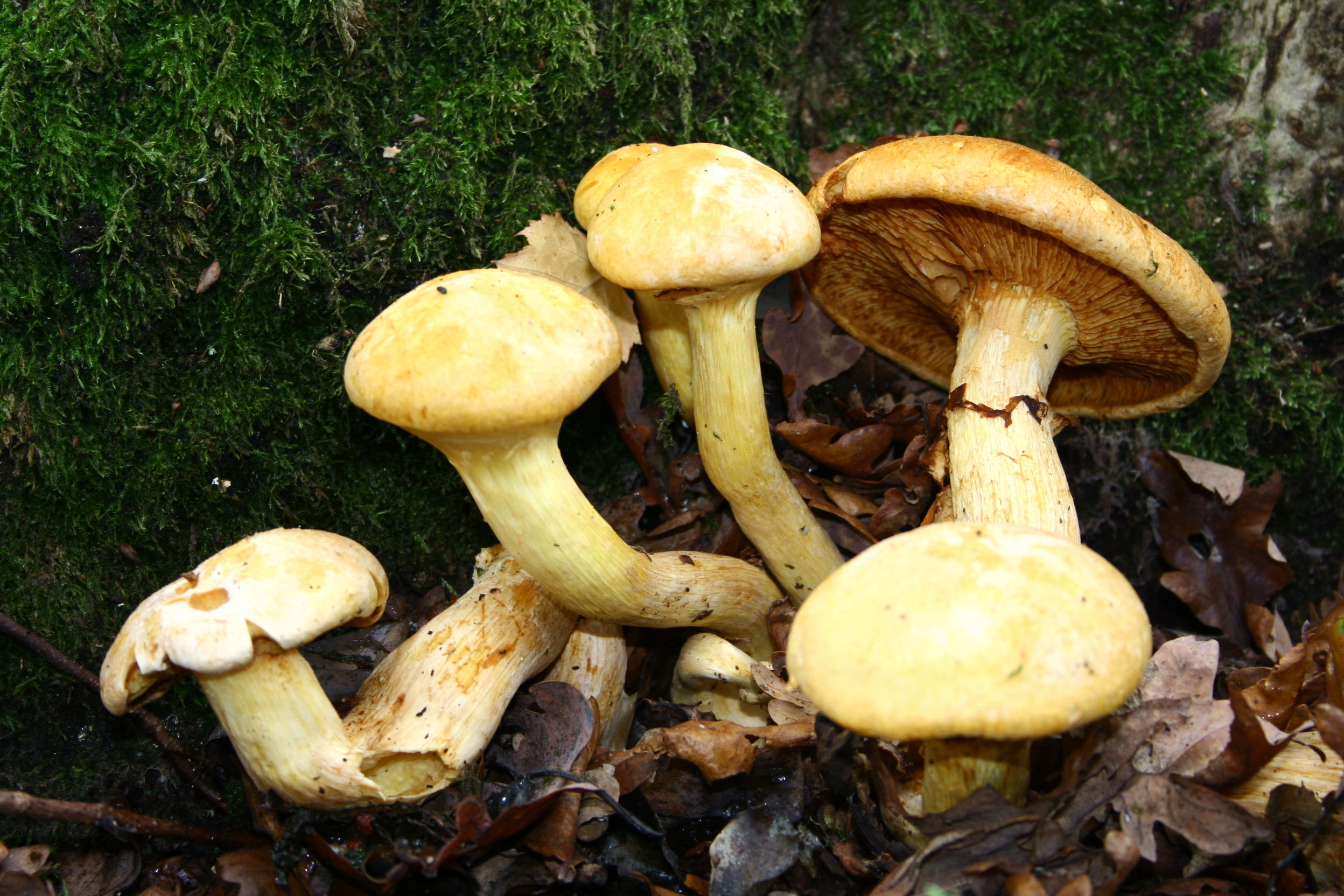
Gymnopilus junonius

| - Fulvidula, gen, (1936) - Entoloma (Rhodophyllus) subg. Claudopus (1978) - Entoloma (Rhodophyllus) subg. Clitopiloides (1978) - Rhodophyllus subgenus Entoloma (1943) - Pluteus depauperatus Romagn. (1956) - Pluteus inquilinus Romagn. (1979) - Pluteus mammifer Romagn. (1979) - Pluteus pusillulus Romagn. (1940) - Pluteus rimulosus Romagn. (1956) - Pluteus satur Kühner & Romagn. (1956) - Russula sect. Coccineae (1987) | - Russula sect. Heterophyllinae - Russula sect. Nigricantinae - Russula subsect. Emeticinae - Russula subsect. Laetinae - Russula subsect. Odoratinae - Russula subsect. Rhodellinae - Russula subsect. Sanguinae - Russula subsect. Urentinae - Cystoderma cinnabarina - Entoloma hebes (1954) - Rhodophyllus vernus (1947) | - Gymnopilus spectabilis var. junonius - Russula acrifolia (1962) - Russula amoenicolor (1962) - Russula amoenolens]] (1952) - Russula anatina (1967) - Russula anthracina (1962) - Russula flavoviridis - Russula decipiens (1985) - Russula ionochlora (1952) - Russula medullata (1997) - Russula melitodes (1943) | - Russula odorata - Russula rubroalba (1967) - Russula rutila (1952) - Russula sericatula (1958) - Russula stenotricha (1967) - Russula subterfurcata (1967) - Russula terenopus (1952) - Russula variegatula - Russula versatilis (1967) - Russula vinosobrunnea (1962) |

## Specii de ciuperci denumite după Romagnesi

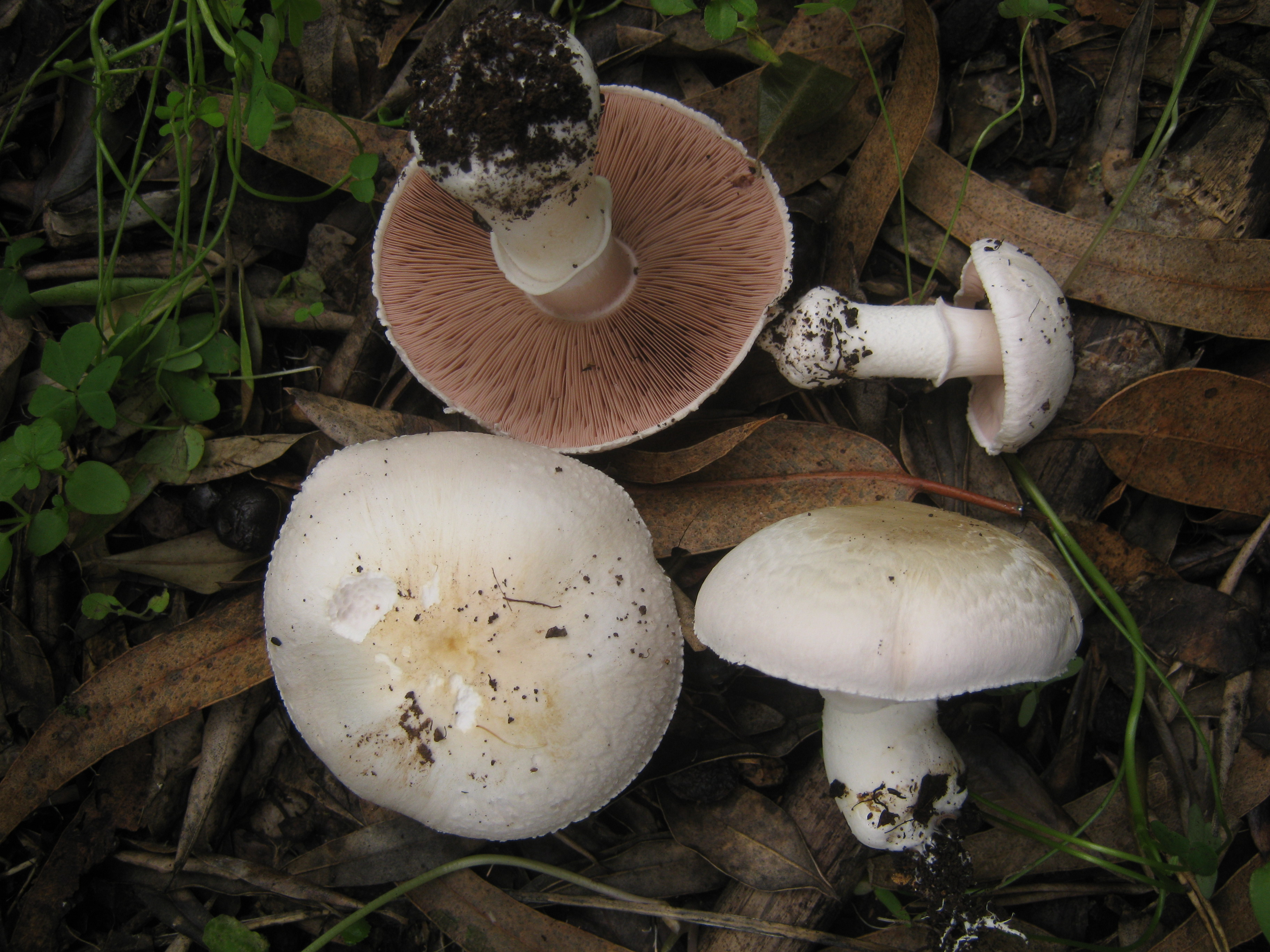
Agaricus romagnesii

În onoarea lui au fost denumite 24 de specii de bureți:
| - Agaricus romagnesii Wasser 1977, Agaricaceae - Amanita romagnesiana Tulloss 2000; Amanitaceae - Boletus romagnesianus Hlaváček 1997, Boletaceae - Cantharellus romagnesianus Eyssart. & Buyck 1999, Cantharellaceae - Collybia romagnesii Bon 1996, Tricholomataceae - Conocybe romagnesii Hauskn. & G. Moreno 2005, Bolbitiaceae - Coprinus romagnesianus Singer 1951, azi Coprinopsis romagnesiana), Psathyrellaceae - Coprinus romagnesii Locq. 1955, Agaricaceae | - Corditubera romagnesii Malençon 1983, Boletales - Cortinarius romagnesii Rob.Henry 1937, Cortinariaceae - Entoloma romagnesianum Courtec. 1984, Entolomataceae - Entoloma romagnesii Noordel. 1979, Entolomataceae - Hendersonia romagnesii Negru 1964, o anamorfă a Didymella - Hendersonula romagnesii Negru 1965, o anamorfă a Botryosphaeriales - Lactarius romagnesii Bon 1979, Russulaceae - Mycena romagnesiana Maas Geest. 1991, Mycenaceae - Pholiota romagnesiana A.H.Sm. & Hesler 1968, Strophariaceae | - Psathyrella romagnesiana Bon 1988, Psathyrellaceae - Psathyrella romagnesii Bon 1988, Psathyrellaceae - Psathyrella romagnesii Kits van Wav. 1972, Psathyrellaceae - Pseudombrophila romagnesii Le Gal 1937, Pyronemataceae - Russula romagnesiana Shaffer 1964, Russulaceae - Tricholoma romagnesii Singer 1943, Tricholomataceae - Tubaria romagnesiana Arnolds 1982, Tubariaceae |

## Publicații (selecție)
| - Les rhodophylles de Madagascar(Entoloma, Nolanea, Lepionia, Eccilia, Claudopus), Editura Laboratoire de cryptogamie du Muséum national d'histoire naturelle, Paris 1941, 164 p. - Flore analytique des champignons supérieurs: Agarics, bolets, chanterelles, comprenant les espèces de l'Europe occidentale et centrale ainsi que la plupart de celles de l'Algérie et du Maroc, 1953 (împreună cu Robert Kühner), 554 p. și multe figuri - Compléments à la "Flore analytique", 1953 - Les Russules d'Europe et d'Afrique du Nord. Essai durla valeur tainomique et spécifique des caractères morphologiques et microchimiques des spores et des revêtements, Editura Bordas, Paris 1967, 1030 p. și 1130 figuri - Nouvel atlas des champignons. Publié sous les auspices de la Société Mycologique de France, Editura Bordas, cu 316 placi colorate, Paris 1967-1970 - Petit atlas des champignons, 2 volume, 1971 - Fleurs Sauvages De France et Des Régions Limitrophes, 2 volume, 1977 (împreună cu Jean Weill) - Fiori selvatici, 1977 (împreună cu Jean Weill) - Un nouvel Hydrocybe paludicole: Cortinarius cucullatus nov.sp., 1978 - Un cas d`hybrides interspécifiques chez les Agaricales,1978 | - Les Fondements de la Taxonomie des Rhodophylles et Leur Classification, Editura Cramer, Paris 1978 - Les rhodophylles du Gabon et de la Côte d'Ivoire, 1979, 649 p. - Un Mycena et deux Gymnopilus carbonicoles, 1979 - Quelques especes rares ou nouvelles de macromycetes - III. - Inocybe, 1979 - Position taxonomique de l'Agaricus oedipus Cooke,1980 - Nouvelles observations sur les lactaires blancs (Albati Bataille), 1980 - Quelques especes rares ou nouvelles de macromycetes - VIII. - Rusulacées (1),1980 - Gilles G., Supplément aux "Rhodophylles des forets cotieres du Gabon et de la Cote d`Ivoire", 1980 - Atlas des champignons d'Europe, 1995 |